# Medici Mária francia királyné
Medici Mária (olaszul: Maria de’ Medici, franciául: Marie de Médicis, közismert francia gúnynevén: a nagy bankár, franciául: la grosse banquière; Firenze, Toszkánai Nagyhercegség, 1575. április 26. – Köln, Német-római Birodalom, 1642. július 3.), IV. Henrik második feleségeként francia királyné 1600 és 1610 között, majd a Francia Királyság régense 1610-től fia 1614-es nagykorúvá válásáig, ám de facto az ország kormányzója 1617-es száműzetéséig.
A tehetős firenzei Medici családba született a toszkánai nagyherceg, Francesco de’ Medici leányaként. Anyja, Ausztriai Johanna a német-római császár, I. Ferdinánd leánya volt. Szülei halálát követően, mint a kor leggazdagabb örökösnője kelt egybe huszonhét éves korában az első Bourbon-házi francia királlyal, Henrikkel. A házassággal a király rendezni tudta az örökös hiánya miatt kialakult dinasztikus válságot, valamint a kapcsolattal járó hozománnyal a pénzügyi hiányt.
Férje, a király ellen elkövetett 1610-es merényletet követően az ország régense lett. 1617-ig kormányozta fia, XIII. Lajos helyett a Francia Királyságot olasz bizalmasával, a később fia által meggyilkoltatott Concino Concinival. Mária királyné a művészetek nagy pártfogójaként (mecénása volt többek között Ifjabb Frans Pourbusnak is) és politikai intrikáiról vált ismertté. Robert Merle ismert regénysorozata, a Francia história több kötete is Medici Máriát és korát mutatja be. A királyné végül száműzetésben hunyt el Kölnben, a Német-római Birodalomban 1642-ben, hatvanhét éves korában.

## Család

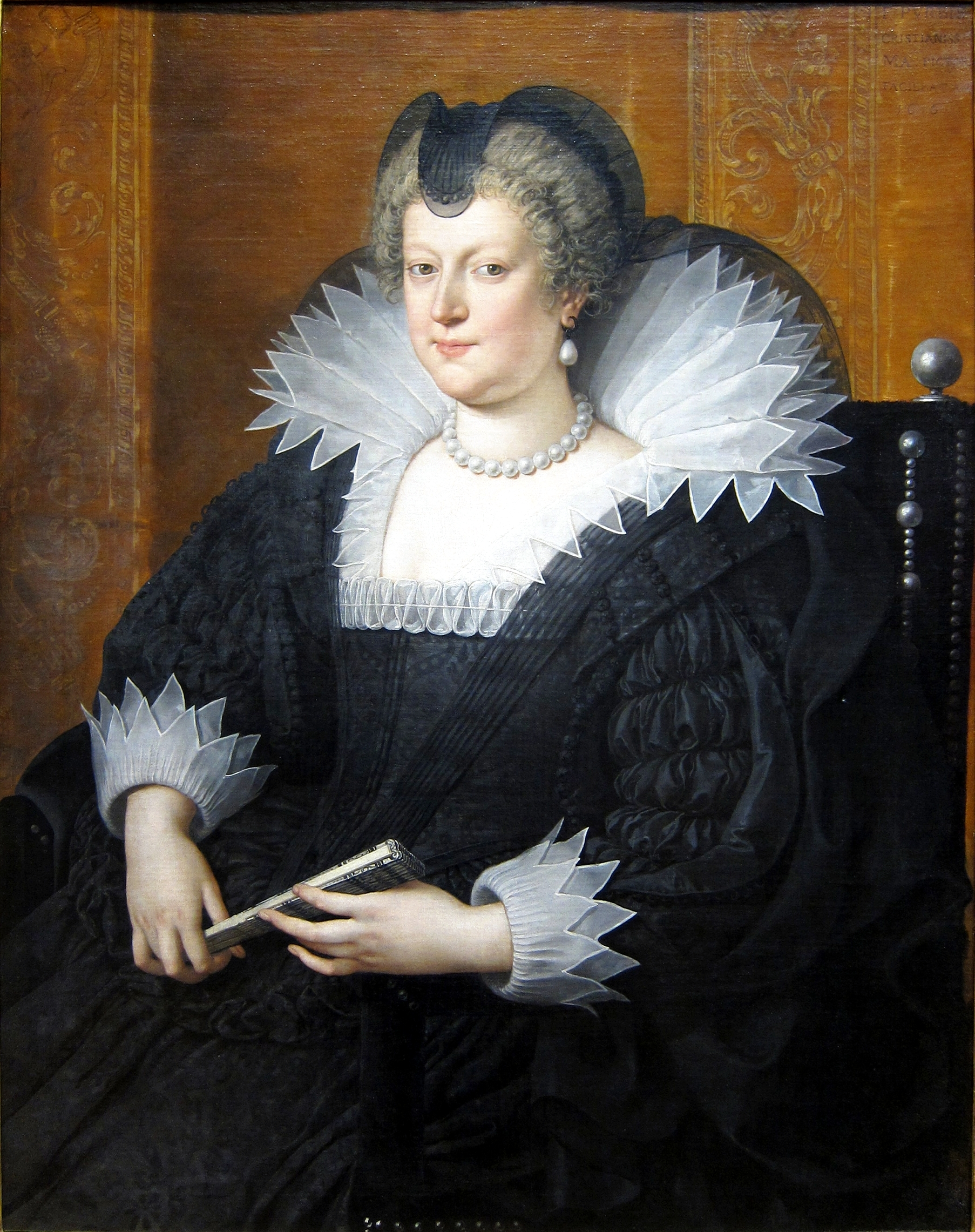
Ifj. Frans Pourbus festményén, 1616

Francesco de’ Medicinek, Toszkána nagyhercegének és Habsburg Johanna toszkánai nagyhercegnének leánya. Apai nagyszülei I. Cosimo de’ Medici toszkánai nagyherceg és Toledói Eleonóra nápolyi hercegnő, anyai nagyszülei I. Ferdinánd német-római császár, magyar és cseh király és Jagelló Anna magyar királyi hercegnő voltak. 
IV. Henrik francia király nem sokkal azután, hogy elvált első feleségétől, a gyermektelen Valois Margit francia hercegnőtől, 1600. október 5-én Firenzében nőül vette Mária toszkánai hercegnőt, hogy annak hatalmas hozományából ki tudja fizetni saját tartozásait, s hogy biztosítsa a trónutódlást. A fényes ünnepségen a távol lévő vőlegényt megbízottja képviselte (per procurationem). 1601-ben Mária királyné megszülte Lajos trónörököst, a dauphint, majd a következő nyolc évben még öt gyermeket szült a királynak.
Gyermekei:
- XIII. Lajos francia király (1601. szeptember 27. – 1643. május 14.)
- Erzsébet (1602. november 22. – 1644. október 6.), IV. Fülöp spanyol király felesége, Spanyolország királynéja
- Krisztina Mária (1606. február 10. – 1663. december 27.), I. Viktor Amadé savoyai herceg felesége
- Miklós (1607. április 16. – 1611), Orléans hercege, gyermekkorban meghalt.
- Gaston (1608. április 25. – 1660. február 2.), Orléans hercege, a Monsieur
- Henrietta Mária (1609. november 25. – 1669. szeptember 10.), I. Károly angol király felesége, Anglia királynéja

## IV. Henrik és Mária
A IV. Henrik francia királlyal kötött házassága a Mediciek számára presztízs-növekedést jelentett. A franciák azonban szinte azonnal kimutatták ellenérzésüket új királynéjuk irányt, aki nem volt sem különösebben fiatal, sem vonzó, nem tűnt intelligensnek sem. Annak ellenére, hogy biztosította a Bourbonok dinasztikus jövőjét, kapcsolatuk megromlott. 
Mária neheztelt férje állandó hűtlenkedése miatt, a király pedig megvetette feleségének gátlástalan firenzei kegyenceit, a kalandor Concino Concinit († 1617) és annak feleségét, Leonora Dori Galigait († 1617). A velük szervezett mulatságok szinte mindenkit ellene fordítottak. IV. Henrik francia király 1610. május 14-i meggyilkolása után a párizsi parlament az özvegy Mária királynét – a fiatal XIII. Lajos mellé – régenssé nyilvánította. Az özvegy anyakirályné 1617-ig irányította Franciaországot.

## Politikája
Concini tanácsára Mária szakított férje spanyolellenes politikájával, a katolikusok élén Madridhoz közeledett. Az állami bevételeket elherdálta, és megalázó engedményeket tett a lázadó nemeseknek. Bár XIII. Lajos 1614-ben nagykorú lett, Mária és Concini ezt nem vette figyelembe és az ő nevében kormányoztak tovább. Mária azt is megszervezte, hogy Lajos 1615. november 9-én feleségül vegye a szintén 14 esztendős Anna infánsnőt, III. Fülöp spanyol király leányát. 
1617. április 24-én Lajos király híve, Nicolas de L’Hospital, Vitry bárója, a királyi gárda parancsnoka agyonlőtte Concinit a Louvre felvonóhídján, Máriát pedig Blois-ba száműzték. Ezzel megkezdődött Mária pokoljárása. Az anyakirályné 1619 februárjában megszökött és lázadást robbantott ki. Legfőbb tanácsadója, Richelieu luçon-i püspök olyan békét kötött, amely lehetővé tette, hogy Mária külön udvart tartson Angers-ben. A titkos üzenetváltásokat József atya, kapucinus szerzetes közvetítette, aki mind Mária, mind Richelieu feltétlen bizalmát bírta. Miután 1620 augusztusában Mária második lázadását is leverték, Richelieu-nek másodszorra is sikerült kedvező feltételeket kijárni. 1622-ben Máriát visszafogadták a királyi tanácsba, megszerezte a bíborosi kalapot Richelieu számára, 1624-ben pedig rábeszélte fiát, Lajost, hogy tegye meg a kardinálist főminiszterévé.

## Politikai mellőzése
Richelieu bíboros azonban nem akart Mária anyakirályné bábja maradni. A főminiszter a katolikus spanyolok helyett a protestáns hatalmakkal kötött szövetséget, emiatt Mária 1628-ra Richelieu legádázabb ellenségévé vált, és 1630-ban azt követelte fiától, bocsássa el főminiszterét. XIII. Lajos azonban a bíboros mellé állt, és 1631 februárjában Compiègne-be száműzte anyját.
Mária anyakirályné még az év júliusában Spanyol-Németalföldre, Brüsszelbe, majd Angliába menekült, és sohasem tért vissza Franciaországba. Tizenegy évvel később elhagyatottan halt meg Kölnben, de azt még megérte, hogy megszülettek unokái (XIII. Lajos fiai), Lajos trónörökös 1638-ban, Fülöp, Orléans hercege pedig 1640-ben.
Mária legidősebb fia, XIII. Lajos király 1643. május 14-én, 41 éves korában halt meg, napra pontosan 33 évvel apjának tragikus körülmények között bekövetkezett halála után.

## Érdekesség
Az 1600 őszén megtartott esküvő egy nagy jövőjű zenei műfaj, az opera születésnapja; ez alkalommal mutatták be az Uffiziben Giulio Caccini († 1618) és Jacopo Peri († 1633) első zenedrámáit.

## Regényszereplő
A francia regényíró, Robert Merle († 2004) „Francia história” nevű kalandregény-sorozatában Medici Mária korát és politikáját ismerteti meg olvasójával.
A sorozat kötetei:
- Libben a szoknya [ford. Mihancsik Zsófia], Budapest : Európa, 2005
- A gyermekkirály [ford. Pór Judit], Budapest : Európa, 2005
- Az élet rózsái [ford. Pór Judit …, Kamocsay Ildikó], Budapest : Európa, 2005
- Liliom és bíbor [ford. Kamocsay Ildikó], Budapest : Európa, 2005
- Veszedelem és dicsőség [ford. Kamocsay Ildikó], Budapest : Európa, 2005
- Ármány és cselszövés [ford. Kamocsay Ildikó], Budapest : Európa, 2005